# UX Близнецов
UX Близнецов (лат. UX Geminorum) — одиночная переменная звезда в созвездии Близнецов на расстоянии (вычисленном из значения параллакса) приблизительно 6930 световых лет (около 2125 парсек) от Солнца. Видимая звёздная величина звезды — от менее +16m до +12,7m.

## Характеристики
UX Близнецов — красная пульсирующая переменная звезда, мирида (M) спектрального класса M8. Эффективная температура — около 3281 К.